# Río Caramel
El río Caramel, también llamado río del Alcaide, es un río del sureste de la península ibérica perteneciente a la cuenca hidrográfica del Segura que discurre por la provincia de Almería y la Región de Murcia (España). 

## Curso
El río Caramel nace en la sierra de María a 1200 m s. n. m. Recibe su nombre en la confluencia del río de María con la rambla Salada. Realiza un recorrido en sentido suroeste-nordeste a lo largo de unos 44 km bordeando en parte el parque natural de Sierra de María-Los Vélez. Desemboca en el embalse de Valdeinfierno, ya en la Región de Murcia, donde confluye con el río Luchena. 
Tiene como afluentes a la rambla del Estrecho de Santoge, la rambla de la Tía Polonia, el arroyo del Moral y la rambla Mayor, que recoge aguas de las sierra del Oso, la cuerda de los Cipreses y la sierra de la Pinosa.

## Historia
El río Caramel tiene un caudal escaso debido a las sequías, aunque fue muy abundante en el pasado. El entorno del río ha sido habitado desde la prehistoria, como demuestra el enclave de Cueva Ambrosio, las pinturas rupestres de Santonge y diversos yacimientos del cobre y bronce, enclaves ibéricos numerosas villas romanas y restos de alquerias árabes.